# أكسل مادسن
أكسل مادسن (بالإنجليزية: Axel Madsen)‏ هو كاتب سير وصحفي أمريكي، ولد في 27 مايو 1930، وتوفي في 23 أبريل 2007 بسبب سرطان البنكرياس.